# Actina varipes
Actina varipes är en tvåvingeart som beskrevs av Lindner 1940. Actina varipes ingår i släktet Actina och familjen vapenflugor. Inga underarter finns listade i Catalogue of Life.